# Oda (Meißen)

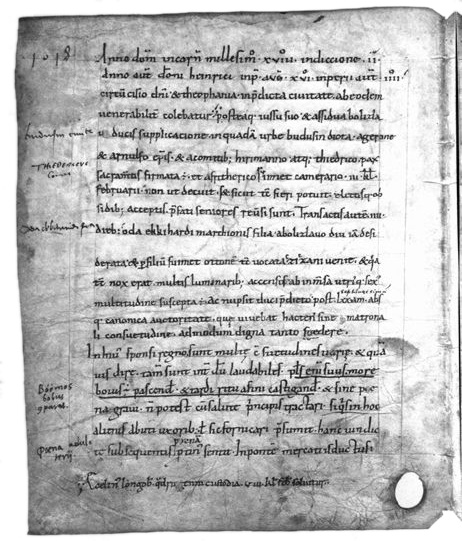
Bericht über die Eheschließung Odas mit Bolesław I. in der Chronik Thietmars von Merseburg von ca. 1018 (Faksimile). SLUB Dresden, Msc. R 147, Blatt 176 b

Oda von Meißen, auch Ode, althochdeutsch für Uta oder Ute, († am 31. Oktober oder 13. November nach 1018) war eine Gräfin aus dem sächsischen Adelsgeschlecht der Ekkehardiner. Am 3. Februar 1018 heiratete sie mit dem Piastenherzog Bolesław I. den späteren König von Polen.
Die Ekkehardiner gehörten unter dem römisch-deutschen Kaiser Otto III. zu den einflussreichsten Fürsten des Reiches. Nach dem Tod des Kaisers waren sie bemüht, ihre Stellung als Markgrafen von Meißen gegenüber dessen Nachfolger Heinrich II. zu wahren. Dazu suchten sie eine enge Anlehnung an das benachbarte Reich Bolesławs, ihres mächtigsten Freundes und Verbündeten. Nach Ausbruch des Konfliktes zwischen Heinrich und Bolesław ab 1002 beteiligten sie sich nur hinhaltend an den Feldzügen gegen Bolesław. Als der Frieden von Bautzen 1018 die Auseinandersetzungen beendete, diente Odas Hochzeit mit Bolesław zur Festigung des Abkommens.
Bis in das 19. Jahrhundert galt Oda polnischen Historikern als erste Königin Polens.

## Leben

### Herkunft und Familie
Odas Geburtsjahr und der Geburtsort sind unbekannt. Als jüngstes Kind aus der Ehe des Markgrafen Ekkehard I. von Meißen und der Schwanhild, einer Tochter Hermann Billungs, entstammte Oda einer der vornehmsten und einflussreichsten Familien Sachsens. Nicht zuletzt aufgrund dieses Ansehens kandidierte ihr Vater Ekkehard I. bei der Königswahl von 1002 gegen den späteren König Heinrich II. Ihr ältester Bruder Hermann folgte dem Vater 1009 als Markgraf von Meißen nach und wurde selbst 1038 von Odas Bruder Ekkehard II. abgelöst. Die anderen beiden Brüder bekleideten hohe kirchliche Ämter: Gunther ab 1024 als Erzbischof von Salzburg und Eilward ab 1016 als Bischof von Meißen. Oda hatte zwei Schwestern, Liutgard und Mathilde.
Die Familie unterhielt enge Beziehungen zum polnischen Fürstengeschlecht der Piasten. Odas Onkel Gunzelin war mit Bolesław I. verschwägert. Nachdem Odas Bruder Hermann 1002 mit Reglindis eine Tochter Bolesławs geheiratet hatte, ehelichte Oda 1018 Bolesław und wurde damit zur „Schwiegermutter des Bruders“.
Aus Odas Ehe mit Bolesław I. ging wahrscheinlich eine Tochter namens Mathilde hervor.

### Heirat mit Bolesław
Am 3. Februar 1018 oder wenige Tage später heiratete sie den polnischen Herzog Bolesław I. Seit dem Tod seiner dritten Frau Emnildis 1017 hatte er um die deutlich jüngere Oda geworben, deren ältester Bruder Hermann als Familienoberhaupt einer Vermählung zustimmte. In Begleitung von Hermann und Bolesławs Sohn Otto reiste Oda zur Burg Cziczani, Residenz der Piasten in der Niederlausitz. Dort wurde sie bei ihrem nächtlichen Eintreffen von Bolesław I. und einer großen Menschenmenge mit einem Lichtermeer empfangen. Die Eheschließung dürfte einem einfachen weltlichen Ritus gefolgt sein, allenfalls mit einem untergeordneten kirchlichen Beitrag, zumal die Kirche zu diesem Zeitpunkt erst anfing, sich für das Institut der Ehe zu interessieren.

#### Persönliches Schicksal
Thietmar von Merseburg liefert in seiner zwischen 1012 und 1018 verfassten Chronik den einzigen zeitgenössischen Bericht der Feierlichkeiten. Nach der gängigen Interpretation übt er darin Kritik am Zustandekommen der Verbindung und zeichnet ein düsteres Bild von Odas Zukunft. Sie werde fortan einer edlen Dame unwürdig leben müssen. Denn die Ehe sei gegen die Regeln der Kirche und ohne deren Zustimmung während der Fastenzeit geschlossen worden. Die nachfolgenden Ausführungen Thietmars scheinen seine Vorhersage zu bestätigen. Im Zusammenhang mit dem Sieg über den Kiewer Fürsten Jaroslaw I. bezeichnet er Bolesław als „alten Hurenbock“ (antiquus fornicator), der die gefangene Schwester Jaroslaws, Predizlawa, ohne Rücksicht auf seine Ehefrau und gegen jedes Recht zu seiner Nebenfrau gemacht habe. Ob daraus tatsächlich Rückschlüsse auf die Ehe mit Oda gezogen werden können, ist zweifelhaft. Nach Auffassung des polnischen Historikers Andrzej Pleszczyński darf Bolesławs Verhalten nicht an heutigen Moralvorstellungen gemessen werden. Er habe damit archaische Erwartungen an einen siegreichen Herrscher erfüllt, die in seinem Reich zu diesem Zeitpunkt noch wesentlich tiefer verwurzelt gewesen seien als christliche Werte.
Nach älteren Interpretationen von Thietmars Bericht richtet sich dessen Kritik auch gegen Oda. Danach soll Thietmars Wendung sine matronali consuetudine mit „ohne Jungfräulichkeit“ zu übersetzen sein. Oda habe bis zur Eheschließung einen freizügigen Lebenswandel geführt und nicht wie es einem so angesehenen Ehebund würdig gewesen wäre. Robert Holtzmann kommentiert die von ihm ebenso verstandene Anmerkung Thietmars als „bittere Ironie“.

#### Politische Dimension
Neben der Bedeutung für Odas persönliches Schicksal hatte die Eheschließung mit Bolesław I. eine politische Dimension. Sie war Bestandteil des Friedens von Bautzen, mit dem Bolesław I. und der deutsch-römische Kaiser Heinrich II. ihre fast zwei Jahrzehnte andauernden Streitigkeiten um Rang, Ehre und Ansehen, aber auch um territoriale Ansprüche über die Mark Lausitz, das Milzener Land und die angrenzende Mark Meißen beendeten. An den Feldzügen Heinrichs gegen Bolesław hatte sich Odas Familie als Angehörige einer „polenfreundliche Bündnisgruppe“ neben den mächtigen Billungern nur hinhaltend beteiligt. Die Eheschließung erneuerte die traditionelle Freundschaft zwischen Piasten und Ekkehardinern, nachdem die mit Odas Bruder Hermann verheiratete Tochter Bolesławs I., Reglindis, bereits 1016 verstorben war. Zudem stellte Bolesławs prestigeträchtige Eheschließung mit der hochrangigen Oda seine Ehre wieder her und war damit Ausdruck seines Sieges. Denn der Frieden von Bautzen bestätigte Bolesławs Herrschaft über die Lausitz und das Milzener Land, auf das er aufgrund seiner dritten Ehe mit Emnildis, einer Tochter des Lausitzer Fürsten Dobromir, ebenso Anspruch erhob wie die Ekkehardiner. Und schließlich sind keine Angriffe Bolesławs I. auf die benachbarte Mark Meißen mehr überliefert, in der Odas Bruder Hermann das Amt des Markgrafen ausübte.

### Weiterer Lebensweg
Über das weitere Leben Odas ist nichts bekannt. Überlegungen, sie sei in den Wirren nach Bolesławs I. Tod am 17. Juni 1025 gemeinsam mit ihrer Tochter Mathilde an den Stammsitz der Ekkehardiner nach Naumburg zurückgekehrt, lassen sich durch zeitgenössische Schriftquellen nicht belegen. Auch ihr Todesjahr wird nicht überliefert. Im Nekrolog der Kirche St. Michael in Lüneburg sind unter dem 31. Oktober und dem 13. November Einträge für eine Ode com, also einer Gräfin Oda (Ode comitessa), verzeichnet. Gerd Althoff ist zu dem Ergebnis gelangt, dass einer von beiden dem Gedenken Odas gilt, weil auch Bolesław I. und viele Mitglieder der ekkehardinischen Familie Aufnahme in das Nekrolog gefunden haben.

## Rezeption

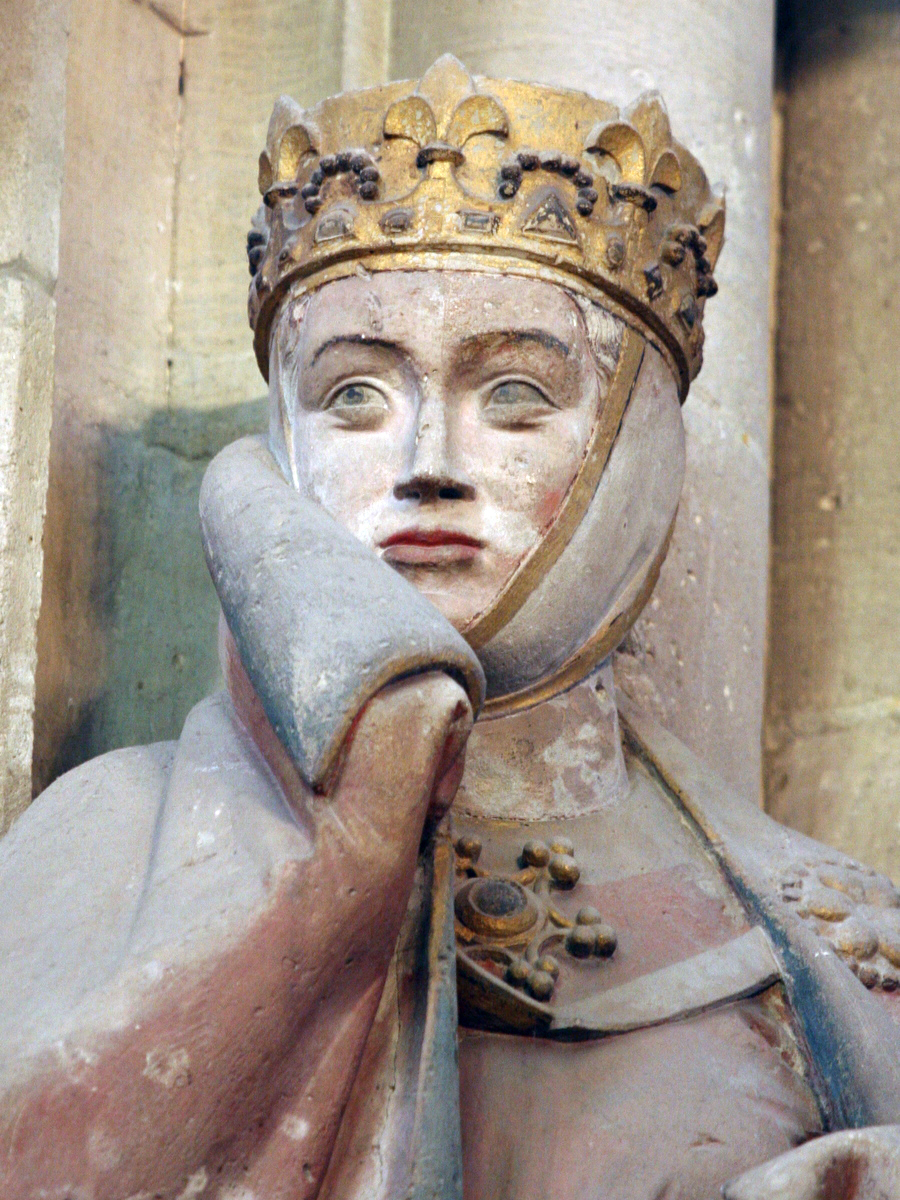
Statue der Uta von Naumburg, Sandstein, Naumburger Meister um 1250, Naumburger Dom, Naumburg (Saale).

Im deutschen Sprachraum hat Oda keine größere Aufmerksamkeit erfahren. Geschichtswissenschaftliche Darstellungen erwähnen sie allenfalls als Randfigur im Zusammenhang mit dem Frieden von Bautzen, als Ehefrau Bolesławs I. oder Angehörige des Adelsgeschlechtes der Ekkehardiner. Eine Ausnahme davon bildet eine Überlegung des Historikers Ferdinand Wachter aus der ersten Hälfte des 19. Jahrhunderts, nach der die Stifterfigur der Uta von Naumburg nicht Ekkehards II. Frau Uta von Ballenstedt, sondern seine Schwester Oda von Meißen darstellen könnte. Insbesondere die Krone der nur mit dem Namen „Uta“ beschrifteten Sandsteinfigur hatte zuletzt auch den Kunsthistoriker Michael Imhof an einer Identifikation der Stifterfigur als Uta von Ballenstedt zweifeln lassen, wobei er in ihr allerdings Odas Schwägerin Reglindis vermutet. Nach Auffassung von Kerstin Merkel muss die dargestellte Person von Zeitgenossen als gottlose Frau wahrgenommen worden sein, denn sie trug ihren Mantel wie ein Mann.
Polnischen Historikern galt Oda bis in das 19. Jahrhundert als erste Königin Polens. Grund für diese Annahme war eine Notiz des polnischen Historiographen Jan Długosz in seiner im 15. Jahrhundert entstandenen Chronik Annales seu Chronicae incliti Regni Poloniae („Annalen oder Chroniken des ruhmreichen Königreichs Polen“). Darin berichtet er im Einklang mit zeitgenössischen sächsischen Annalen, Bolesław I. habe sich im Jahr 1025 nach dem Tod seines Widersachers Heinrich II. zum König krönen lassen. Darüber hinaus deutet Długosz aber an, gemeinsam mit Bolesław I. sei eine namentlich nicht genannte Königin gekrönt worden, in der nachfolgende Generationen Oda vermuteten. Inzwischen gilt die Gleichsetzung der namenlosen Königin mit Oda jedoch als ebenso haltlos wie die zugrunde liegende Notiz des Jan Długosz. Die wissenschaftliche Auseinandersetzung mit den Werken des Jan Długosz hat ergeben, dass er die von ihm verwendeten Quellen häufig um Ereignisse ergänzte, die seiner Ansicht nach stattgefunden haben müssen.